# Secondina Cesano
Secondina Lorenza Eugenia Cesano (Fossano, 16 febbraio 1879 – Roma, 13 agosto 1973) è stata una numismatica italiana, docente all'Università degli Studi di Roma "La Sapienza", segretaria dell'Istituto italiano di numismatica e collaboratrice dell'Enciclopedia Treccani.

## Biografia
Tra le prime donne italiane ammesse alla frequenza delle facoltà universitarie nel 1902 alla Sapienza di Roma, conseguì la laurea con Ettore De Ruggiero.
Nel 1902 vinse il concorso ed entrò nel Museo Nazionale Romano dove le fu affidata, per la sua profonda preparazione storica e numismatica, la responsabilità di sistemare e organizzare il monetiere e medagliere raccogliendo e schedando i reperti numismatici. Il Medagliere Romano divenne in quegli anni un centro di studi e raccolta di materiali da tutta Italia, e in particolare dei reperti provenienti dagli scavi dei nuovi quartieri di Roma, immediatamente esterni le mura aureliane (da Prati a Testaccio, da San Giovanni ai Parioli ecc.) e dai lavori dei muraglioni sul Tevere.
Nel 1907 ottenne la libera docenza in numismatica all'Università degli studi di Roma.
Nel 1912 fu tra i fondatori dell'Istituto italiano di numismatica, e membro eletto del consiglio direttivo, di cui era presidente Paolo Orsi.
Continuando il suo lavoro al medagliere del Museo nazionale romano riuscì ad assicurare al museo le collezioni di Edoardo Martinori, le monete provenienti dal Museo kircheriano e la collezione Gnecchi
Dopo la fine della prima guerra mondiale riprese l'insegnamento alla Sapienza che aveva interrotto e che interruppe nuovamente l'anno successivo per motivi di salute; nel 1920 fu nominata segretaria dell'Istituto italiano di numismatica.
Sempre dirigendo il medagliere romano, riprese l'insegnamento che continuò fino al 1950, e svolse incarichi di ispezione presso gli altri medaglieri italiani (tra cui i grandi monetieri di Siracusa e di Reggio Calabria), sia appartenenti a strutture ministeriali che a enti territoriali o fondazioni. Nel caso della Collezione Piancastelli redasse un ricco catalogo corredato da splendide - per il tempo - fotografie.
Grazie alla solida preparazione storica ed epigrafica, oltre a scrivere pagine fondamentali nel Dizionario Epigrafico, seppe imprimere alla disciplina un importante ruolo autonomo oltre che di supporto sia alla ricostruzione storica, che alla ricerca archeologica, riservando all'analisi delle monete un compito fondamentale per la conoscenza delle titolature e delle iconografie imperiali.
Attenta e critica verso alcuni incauti acquisti, identificò nel diffondersi delle attività dei falsari il maggior problema del settore.
Il contributo principale di Secondina Cesano è nella concezione della disciplina numismatica, lontana dagli interessi estetizzanti di G. E. Rizzo, che, nel 1906, incaricato di dirigere il Museo Nazionale Romano, le precluse per un lungo periodo l'accesso al monetiere. La osteggiò nuovamente nel 1926, tanto da metterne in dubbio la riconferma nel ruolo di Direttore del Medagliere, sostenuta invece da Paolo Orsi con una specifica lettera a Giovanni Gentile, oggi consultabile nell'archivio digitale del Senato.  Cesano era moto attenta al tema della distribuzione topografica dei rinvenimenti, al loro inquadramento cronologico e storico, ad una dettagliata descrizione dei tesori e dei ritrovamenti monetari in Italia, sin dalla nascita nell'ultimo quarto del XIX sec degli Istituti museali e in particolare di quanto rinvenuto o recuperato dalle nascenti Soprintendenze alle Antichità, nella prima metà del XX secolo. È un suo alto merito l'essere riuscita a salvare le collezioni del Museo Nazionale dall'esportazione da parte dell'esercito tedesco, durante l'occupazione successiva all'8 settembre 1943, ottenuto occultando il materiale, con grave rischio personale. Ciononostante subì infondate e pesanti critiche da parte di molti colleghi, impropriamente riprese anche in epoca recente dal Parise nella voce del Dizionario Biografico. 
Il comportamento degli accademici, che preferirono nominare i  Santamaria nella commissione per la designazione del suo successore alla cattedra di Numismatica di Roma,  e di molti membri della Divisione delle Antichità ne amareggiò la vecchiaia, privandola  del mancato riconoscimento dell'attività inesausta e della profonda preparazione scientifica, che fu, invece, riconosciuta a livello internazionale con l'invito a far parte di vari organismi scientifici, con l'apprezzamento da parte della maggior parte degli studiosi e con l'invito ai ricorrenti Convegni internazionali.
Nel catalogo dell'American Numismatic Society sono elencati solo 70 titoli a suo nome, mentre il catalogo dell'OPAC ne riporta una cinquantina. Un quadro più affidabile è fornito nella nota biografica redatta dall'allievo e successore sia nel medagliere che negli anni '70  nella cattedra di Roma prof. Francesco Panvini Rosati che ricorda oltre un centinaio di lavori, tutti di altissimo livello.

## Opere
- Tipi monetali etruschi, Sansiani, Roma, 1926
- Numismatica Augustea. Roma, 1938